# Jóko Ónová
Jóko Ónová (Japonština: 大野 陽子, 27. listopadu 1989) japonská zápasnice – judistka.

## Sportovní kariéra
S judem začínala v 6 letech v Hamadě. Po skončení střední internátní školy Ricumeikan v Udži v roce 2008 pokračovala ve studiu juda na stejnojmenné univerzitě Ricumeikan. Po skončení studií podepsala v roce 2012 profesionální smlouvu se společnosti Komatsu jejichž judistický tým reprezentuje pod vedením Jošijuki Macuoky a jeho asistentů (Ajumi Tanimotová). V japonské ženské reprezentaci se pohybuje s přestávkami od roku 2011 ve střední váze do 70 kg. Poprvé na sebe výrazně upozornila v prosinci 2015 na tokijském grand slamu (Kano Cup), kde se ve své váhové kategorii probojovala do finále.

### Vítězství na turnajích
- 2017 – 2x světový pohár (Oberwart, Kano Cup)
- 2018 – 1x světový pohár (Düsseldorf)

## Výsledky
| Turnaj            | 2016         | 2017         | 2018         |  |
| Turnaj            | 27           | 28           | 29           |  |
| Turnaj            | střední váha | střední váha | střední váha |  |
| ----------------- | ------------ | ------------ | ------------ |  |
| Olympijské hry    | —            |              |              |  |
| Mistrovství světa |              | —            | 3.           |  |
| Asijské hry       |              |              | —            |  |
| Mistrovství Asie  | 1.           | 1.           |              |  |